# Julia Alvarez
Julia Alvarez (n. 27 martie 1950, New York City, New York, SUA) este o scriitoare americană de origine dominicană.

## Scrieri
- Homecoming (1984) (poezii)
- How the García Girls Lost Their Accents, Algonquin Books of Chapel Hill, 1991, ISBN 978-0-945575-57-3 (ficțiune)
- In the Time of the Butterflies, Algonquin Books of Chapel Hill, 1994, ISBN 978-1-56512-038-9 (ficțiune)
- The Other Side (El Otro Lado), Dutton, 1995, ISBN 978-0-525-93922-1 (poezii)
- Homecoming: New and Selected Poems, Plume, 1996, ISBN 978-0-452-27567-6 (poezii)
- Yo!, Plume, 1997, ISBN 978-0-452-27918-6 (ficțiune)
- Something to Declare, Algonquin Books of Chapel Hill, 1998, ISBN 978-1-56512-193-5 (eseuri)
- Seven Trees, Kat Ran Press, 1998 (poezii)
- In the Name of Salomé, Algonquin Books of Chapel Hill, 2000, ISBN 978-1-56512-276-5 (ficțiune)
- The Secret Footprints (2001) (fiction)
- How Tia Lola Came to visit Stay, Knopf, 2001, ISBN 978-0-375-90215-4 (ficțiune)
- A Cafecito Story, Chelsea Green, 2001, ISBN 978-1-931498-00-5 (ficțiune)
- Before We Were Free. A. Knopf. 2002. ISBN 978-0-375-81544-7. (ficțiune)
- The Woman I Kept to Myself, Algonquin Books of Chapel Hill, 2004; 2011, ISBN 978-1-61620-072-5 (poezii)
- Finding Miracles, Knopf, 2004, ISBN 978-0-375-92760-7 (ficțiune)
- Gift of Gracias: The Legend of Altagracia. Random House Digital, Inc. 2004. ISBN 978-0-375-82425-8. (literatură pentru copii)
- Saving the World, Algonquin Books of Chapel Hill, 2006, ISBN 9781565125100(2006) (ficțiune)
- Once Upon a Quinceañera: Coming of Age in the USA. Penguin. 2007. ISBN 978-0-670-03873-2. (literatură documentară)
- Return to Sender. Random House Digital, Inc. 2009. ISBN 978-0-375-85838-3.
- How Tia Lola Learned to Teach. Random House Digital, Inc. 2010. ISBN 978-0-375-86460-5.
- How Tía Lola Saved the Summer. Random House Digital, Inc. 2011. ISBN 978-0-375-86727-9.